# Косида, Такэси
Такэси Косида (яп. 越田 剛史; род. 19 октября 1960, Канадзава) — японский футболист. Выступал за сборную Японии.

## Клубная карьера
После окончания Университета Цукубы в 1983 году, Косида стал игроком «Иокогама Ф. Маринос» (ранее — «Ниссан Моторс»). В составе клуба он выиграл Кубок Императора 1983 и 1985 годов. В сезоне 1988/89, после того, как команда стала чемпионом страны и обладателем Кубка Императора, Косида принял решение покинуть клуб. В 1990 году он вернулся на родину и стал выступать за клуб региональной лиги «Цвайген Канадзава», в котором провел шесть лет. Закончил карьеру в 1996 году.

## Карьера в сборной
В августе 1979 года, когда Кошида ещё был студентом Университета Цукубы, он был вызван в молодежную сборную Японии (до 20) на домашний чемпионат мира, где сыграл 3 матча. В декабре 1980 года он получил вызов от национальной команды Японии для участия в отборочных матчах к чемпионату мира 1982 года. Дебютом стала встреча 22 декабря со сборной Сингапура. Также Кошида принял участие в Азиатских играх 1982 года, матчах квалификации летних Олимпийских игр 1984 года и отборочных матчах к чемпионату мира 1986 года. Всего за сборную он провел 19 игр.

## Статистика

### В клубе
| Сезон   | Клуб                | Лига   | Матчи | Голы |
| ------- | ------------------- | ------ | ----- | ---- |
| 1983    | Иокогама Ф. Маринос | JSL D1 | 15    | 1    |
| 1984    | Иокогама Ф. Маринос | JSL D1 | 16    | 1    |
| 1985/86 | Иокогама Ф. Маринос | JSL D1 | 21    | 2    |
| 1986/87 | Иокогама Ф. Маринос | JSL D1 | 17    | 1    |
| 1987/88 | Иокогама Ф. Маринос | JSL D1 | 12    | 1    |
| 1988/89 | Иокогама Ф. Маринос | JSL D1 | 16    | 0    |
| Итого   | Итого               | Итого  | 97    | 6    |

### В сборной
| Сборная Японии | Сборная Японии | Сборная Японии |
| Год            | Матчи          | Голы           |
| -------------- | -------------- | -------------- |
| 1980           | 1              | 0              |
| 1981           | 1              | 0              |
| 1982           | 7              | 0              |
| 1983           | 6              | 0              |
| 1984           | 3              | 0              |
| 1985           | 1              | 0              |
| Итого          | 19             | 0              |